# Szendi
A Szendi női név az Alexandra név angol becenevének (Sandy) magyar alakja, jelentése: védő; de régebben az Alexander férfinév beceneve volt.

## Rokon nevek
Alexandra, Alexa, Alexia, Alexandrin, Alexandrina, Alesszia, Aleszja, Szandra

## Gyakorisága
Az újszülötteknek adott nevek körében az 1990-es években szórványosan fordul elő. A 2000-es és a 2010-es években sem szerepelt a 100 leggyakrabban adott női név között.
A teljes népességre vonatkozóan a Szendi sem a 2000-es, sem a 2010-es években nem szerepelt a 100 leggyakrabban viselt női név között.

## Névnapok
május 18.,